# Tryb sprzężenia zwrotnego wyjścia
Tryb sprzężenia zwrotnego wyjścia (z ang. Output Feedback - OFB) – tryb użycia szyfru blokowego pozwalający na użycie go do kodowania strumieni danych. Szyfr blokowy używany jest do wygenerowania pseudolosowego ciągu danych, który następnie pełni role strumienia szyfrującego, mieszanego z danymi za pomocą funkcji XOR.
Opis algorytmu:
- Wybierany jest losowy, znany jedynie komunikującym się stronom, blok danych zwany wektorem inicjalizujący (IV). Jego długość jest zależna od wybranego szyfru i jest równa długości bloku na którym operuje szyfr.
- Blok ten szyfrowany jest za pomocą klucza.
- Uzyskany ciąg danych stanowi:
  - Początek strumienia szyfrującego dla funkcji XOR.
  - Tekst jawny którego zaszyfrowanie dostarczy kolejny fragment strumienia szyfrującego.